# Mustapha El Khalfi
Pour les articles homonymes, voir Khalfi.
Mustapha El Khalfi, homme politique marocain, né le 1er janvier 1973 à Kénitra, membre du Parti de la justice et du développement. Il a été chargé en 2011 de la direction d'Attajdid, journal du parti. 
Le 3 janvier 2012, Mustapha El Khalfi a été nommé ministre de la communication dans la formation gouvernementale présidée par Abdel-Ilah Benkiran.

## Parcours
Mustapha El Khalfi est titulaire d'une licence en physique.
Il a créé, en 2009, le centre marocain des études et des recherches contemporaines, une sorte de think-tank marocain qui se propose d'aider les décideurs et la société civile à mieux saisir les changements en cours dans la société marocaine et à développer des politiques publiques qui soient en phase avec ces changements.

## Activité de ministre
Le 31 mars 2012, Mustapha El Khalfi a rendu publics les nouveaux cahiers des charges des deux chaînes publiques :

- 80 % des programmes devront être en arabe sur la 1re chaîne (Al-Oula),

- Seul le journal télévisé de la nuit sera en français sur la seconde chaîne (2M, la plus francophone),

- Interdiction des publicités sur les jeux de hasards,

- Diffusion des appels à la prière quotidiens sur la chaîne 2M,

- Introduction de la langue amazighe dans plusieurs émissions télévisées,

- Transformation de la chaîne « Al Maghribiya » en chaine d'information internationale en quatre langues.

En 25 mai 2015, lors d'un communiqué relayé par l’agence de presse MAP, le ministère de la Communication a annoncé que la projection du long-métrage Much Loved ne sera pas autorisée car le film « comporte un outrage grave aux valeurs morales et à la femme marocaine, et une atteinte flagrante à l’image du Maroc ». Cette annonce a été faite à la suite des conclusions « d’une équipe du Centre cinématographique marocain qui a regardé le film lors de sa projection dans le cadre d’un festival international ».
Le 29 mai 2015, le concert de l'artiste américaine Jennifer Lopez a été diffusé sur la chaîne publique marocaine, 2M.
Le spectacle a été fortement critiqué au Maroc. La chanteuse a été accusée d’avoir multiplié des petites tenues sur scène. Mustapha El Khafi, a condamné la performance de l'artiste sur son compte Twitter: « Ce qui a été diffusé est inacceptable et contraire au droit de la radio diffusion », il a même saisi la Haute Autorité de la Communication Audiovisuelle (HACA). Dans un document envoyé à l'institution, il y détaille les textes de loi que violerait la diffusion du concert sur 2M.
Le 5 avril 2017, il est nommé ministre délégué auprès du Chef du gouvernement chargé des relations avec le parlement et la société civile, porte-parole du gouvernement dans le gouvernement El Othmani.